# Zhang Chengdong
Zhang Chengdong (張呈棟T, 张呈栋S, Zhāng ChéngdòngP; Baoding, 9 febbraio 1989) è un calciatore cinese, centrocampista del Qingdao Xihaian.

## Carriera

### Club
Dopo aver giocato in patria con il Liaoning, nel 2009 si trasferisce in Portogallo, andando a giocare nel Mafra.
Nel 2010 passa in prestito all'União Leiria, squadra della Primeira Liga, mentre nel 2011 viene ceduto in prestito al Beira-Mar.
Nel gennaio del 2017 viene acquistato dai cinesi dell'Hebei China Fortune per la storica cifra di 20,44 milioni di euro; questa operazione di mercato è entrata di diritto nella storia del campionato diventando il calciatore cinese più pagato nella storia; superando i precedenti record di Jin Yangyang e Bi Jinhao, che furono pagati 10 milioni a testa.

### Nazionale
Nel 2010 debutta con la nazionale cinese.

## Palmarès

### Club

#### Competizioni nazionali
- China League One: 1

Liaoning: 2009